# Hospital General de Agudos Dr. Abel Zubizarreta
El Hospital General de Agudos Abel Zubizarreta es un hospital público de la Ciudad Autónoma de Buenos Aires, Argentina. Se encuentra en la calle Nueva York 3952 (Villa Devoto).

## Historia
El hospital se funda en el año 1905 y su primer Director de la Asistencia Pública fue el médico Eduardo Peña para establecer en Villa Devoto un Consultorio Externo y un Servicio de Primeros Auxilios.
En el año 1912 se lo denomina Hospital Vecinal de Villa Devoto manteniendo los Consultorios Externos y Servicios de Primeros Auxilios.

## Especialidades médicas personas adultas
- Alergia[9]
- Cardiología
- Cirugía
- Clínica Médica
- Dermatología
- Endocrinología
- Foniatría
- Fonoaudiología
- Gastroenterología
- Ginecología
- Kinesiología
- Nefrología
- Neumonología
- Neurología
- Oftalmología
- Oncología
- Otorrinolaringología
- Proctología
- Psiquiatría
- Traumatología
- Urología.

## Especialidades médicas pediátricas
- Alergia
- Cardiología
- Clínica Pediátrica
- Dermatología
- Fonoaudiología
- Neumonología
- Neurología
- Traumatología
- Odontología
- Oftalmología
- Otorrinolaringología
- Infectología
- Psicopatología

## Equipo gerontológico
- Clínica Médica

## Salud mental
- Infanto- Juvenil